# Dysschema sibylla
Dysschema sibylla là một loài bướm đêm thuộc phân họ Arctiinae, họ Erebidae.